# 上郷村 (山形県西田川郡)
上郷村（かみごうむら）は山形県西田川郡にあった村。現在の鶴岡市中心部の西方、羽越本線羽前水沢駅周辺にあたる。

## 地理
- 山：荒倉山、熊野長峰、虚空蔵山
- 河川：大山川

## 歴史
- 1876年（明治9年）
  - 4月15日 - 片貝村が矢引村に改称[1]。
  - 12月11日 - 大谷村と広浜村が合併して大広村が[1]、大戸村と荒沢村が合併して大荒村が[1]、上京田村・金山村・山口村・竹野浦村・草井谷村が合併して西目村が発足する[2]。
- 1889年（明治22年）4月1日 - 町村制の施行により、大広村、中沢村、矢引村、大荒村、西目村、水沢村、中山村が合併し上郷村が発足[注 1][3]。
- 1907年（明治40年）12月15日 - 村役場を移転[4]。
- 1955年（昭和30年）7月29日 - 鶴岡市に編入、同日上郷村廃止[5]。

## 地名
大字内の箇条書きは小字の名前を示す。小字の出典は『山形県地名録』264-265頁による。

### 大字水沢
南北に長い形になっている。一部区域は2006年に字名が「みずほ」に変更されている。
- 水沢
- 水沢尻
- 大谷地 - 大字水沢の北端に位置する[6]。
- 中谷地
- 清水尻
- 大布目
- 中布目
- 割田
- 水京 - 水沢京田村から付けられた地名[8]。
- 行司免
- 山ノ腰
- 木ノ下
- 楯ノ下
- 前川原
- 沢田
- 丑ケ沢
- 四日市
- 熊野前
- 大明神 - 大字水沢の南端に位置する[6]。

### 大字大荒
前身となる大荒村は、1876年12月11日に大戸村と荒沢村が合併して発足した。一部区域は2006年に字名が「みずほ」に変更されている。
小字：大荒・荒沢・荒沢前・大戸・大戸前・門脇・上京田・下谷地・長面（ながおもて）

### 大字大広
前身となる大広村は、1876年12月11日に大谷村と広浜村が合併して発足した。一部区域は2006年に字名が「みずほ」に変更されている。
小字：大広・大石・大木・大谷・内谷地・熊野長峯・嶽ノ下・広浜・町川・谷地・山越・山崎・竜頭沢

### 大字中沢
小字：中沢・石名川・旧跡沢・清水端・砂押・中沢・梺山・宮ノ本・村上山・森ノ腰

### 大字中山
小字：石川原・瓜沢・加藤畑・妻ノ神前・里山・草見・中坪・西向・向山・向田・藤倉

### 大字西目
前身となる西目村は、1876年12月11日に上京田村、金山村、山口村、竹野浦村、草井谷村が合併して発足した。一部区域は2006年に字名が「みずほ」に変更されている。
小字：荒倉口・家野上・上野山・大水沢・金山・川向・京田沖・京田前・草井谷・熊船・斎藤・鷲嶽沢・新山森谷地・神社口・竹ノ浦・トノタ・中山前・深田・袋沢田・防ノ前・水上沢・村里・薬師沢・山口・山田森

### 大字矢引
前身となる矢引村は、1876年4月15日に片貝村から改称した。
小字：矢引・兼井沢・堰口・成石・万治ケ沢

## 人口
1950年国勢調査による。
- 世帯数：788戸
- 人口：4,715人
- 人口密度：163人/km2
- 男女比：女性100人に対し男性96.5人

## 村長
- 諏訪八右衛門 - 初代村長[3]
- 伊藤三右衛門[10]
- 八幡吉右衛門[11]
- 伊藤健吉 - 1928年7月1日就任[12]、1939年7月10日在任中に死去[13]。
- 難波喜一郎 - 1955年時点[14]

## 産業
農業戸数は1953年時点で418戸、うち専業農家は223戸であった。米の年間収穫高は1939年で562,430円であった。

## 教育
1953年時点

### 小学校
- 学校数：本校2校、分校1校
- 学級数：18組
- 児童数：677人

### 中学校
- 学校数：1校
- 学級数：6組
- 生徒数：252人

## 施設
- 羽前水沢郵便局

## 交通

### 鉄道路線
- 日本国有鉄道
  - 羽越本線
    - 羽前水沢駅

### 道路
- 国道7号

現在は旧村域を日本海東北自動車道が通過するが、当時は未開通。